# Воздушно-капельный путь
Воздушно-капельный путь (или аэрозольная передача) передачи инфекции — заражение через воздух, в который попадают и распространяются на расстояние около 2 метров при разговоре, кашле и чихании пациентов мельчайшие брызги и капли слюны и носовой слизи, содержащие возбудителей болезней — капельная инфекция (выделение вируса происходит при кашле, чихании, разговоре).
При высыхании этих брызг и капель возбудители болезни долго сохраняются в пыли — пылевая инфекция. Заражение происходит при вдыхании возбудителей болезней.

## Механизм передачи
Респираторные капли быстро падают на землю после выброса: но более мелкие капли и аэрозоли также содержат живые инфекционные агенты и могут дольше оставаться в воздухе и перемещаться дальше. Люди генерируют аэрозоли и капли в широком диапазоне размеров и концентраций, а производимое количество широко варьируется в зависимости от человека и деятельности.
Факторы окружающей среды влияют на эффективность передачи болезней воздушно-капельным путем; наиболее очевидными условиями окружающей среды являются температура и относительная влажность. Относительная влажность (RH) играет важную роль в испарении капель и расстоянии, которое они преодолевают. Капли размером 30 мкм испаряются за секунды. Идеальная влажность для предотвращения воздушно-капельной передачи респираторных вирусов при комнатной температуре составляет от 40 % до 60 % относительной влажности. Если относительная влажность опускается ниже 35 % RH, инфекционный вирус дольше остается в воздухе.
Близость к большим водоемам, таким как реки и озёра, может способствовать распространению болезней, передающихся воздушно-капельным путём.

## Защита
Частицы, выбрасываемые человеком во время выдоха, такого как чихание, кашель, разговор и дыхание, служат транспортными средствами для передачи респираторных патогенов. Ношение масок, соблюдение дистанции и сокращение пребывания в помещении препятствуют обычным путям передачи, будь то прямой контакт с поверхностями или капельками или вдыхание аэрозолей. Для повышения защиты от аэрозолей необходимы как высокая эффективность фильтрации, так и хорошая посадка, поскольку мельчайшие частицы в воздухе могут проникнуть через любые зазоры между маской и лицом.
Ношение лицевой маски может снизить риск передачи воздушно-капельным путём до такой степени, что ограничивает передачу переносимых по воздуху частиц между людьми.
Кондиционирование воздуха может уменьшить передачу за счёт удаления загрязненного воздуха, но также может способствовать распространению респираторных выделений внутри помещения.